# Китаизмы в японском языке
Канго (яп. 漢語, китаизмы в японском языке) — часть лексики японского языка, которая была заимствована из китайского языка или составлена в Японии из заимствованных элементов.

Японская научная терминология почти полностью заимствована из китайского языка

Канго — это один из основных пластов лексики японского. Другие — ямато котоба (яп. 大和言葉, исконно японские слова) и гайрайго (яп. 外来語, заимствования из европейских языков). Около 60 % словарного состава современного языка составляют канго, что было подсчитано Государственным институтом исследования японского языка (яп. 国立国語研究所 кокурицу кокуго кэнкю:дзё) в исследовательской работе для цикла передач канала NHK, выходивших в эфир с апреля по июнь 1989.

## Общие сведения
Развитая культура Китая оказала неоценимое влияние на вьетнамскую, корейскую и японскую культуры, примерно в такой же степени, как культура Древней Греции повлияла на Европу. Во время первых контактов японский язык был бесписьменным, а китайский обладал развитой письменностью и большим объёмом академического материала. Китайский стал языком науки, религии и образования. В Японии сначала писали на вэньяне, который со временем превратился в камбун. От любого образованного человека требовалось знание письменного вэньяня, хотя устно японцы общались на японском. Произношение иероглифов подстроилось под японскую фонетику, и канго остаются очень важной частью японской лексики по сей день.
Китайский язык повлиял на японскую фонологию, привнеся в неё долгие гласные, закрытые слоги, а также ёон.

## Канго и онъёми
Онъёми (яп. 音読み, чтение по звуку) — это одно из двух чтений иероглифов, использующееся обычно в сложных словах, состоящих из нескольких иероглифов. Онъёми имитирует китайское произношение. Он противопоставлен кунъёми (яп. 訓読み, чтение по значению), которое возникло, когда японцы присваивали иероглифы уже существовавшим японским словам.
Тем не менее существуют иероглифы, у которых он и кун не соответствуют китайскому и японскому чтениям. Кандзи, созданные в Японии, называются кокудзи. Обычно у кокудзи нет онного чтения, но некоторые, как 働 (японское чтение 働く хатараку,  «работать»), имеют присвоенные чтения. «働» присвоено чтение «до:» по фонетическому элементу до: (яп. 動, движение): физический труд (яп. 労働 ро:до:). Знак 腺 («железа́») также получил онъёми от фонетики (泉). Слово «хэнто:сэн» (яп. 扁桃腺 миндалины) было создано в Японии по образу «канго». Знак 腺 не имеет кунъёми. Такие иероглифы, как 腺 и 働, считаются «канго», хотя они не имеют отношения к Китаю.
В то же время, наличие кунъёми не означает, что слово японское. Существуют очень древние заимствования из китайского, которые уже воспринимаются как исконно японские слова (馬 ума, лошадь; 梅 умэ). Они не считаются канго.

## Канго, созданные в Японии

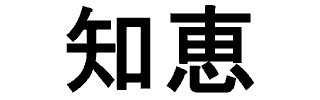
Слово «тиэ» (мудрость) является васэй-канго. В китайском это сочетание иероглифов не используется; «мудрость» записывается с другим иероглифом: 智慧.

Бо́льшая часть канго придумана в Китае, однако некоторое количество создано японцами по образцу существующих канго. Они называются васэй-канго (яп. 和製漢語, канго, сделанные в Японии); сравни с васэй-эйго (яп. 和製英語, английские слова, созданные в Японии).
Один из наиболее известных примеров — неологизмы периода Мэйдзи, когда европеизирующаяся Япония вводила в оборот слова для обозначения западных понятий: «наука» (яп. 科学 кагаку), «общество» (яп. 社会 сякай), «автомобиль» (яп. 自動車 дзидо:ся), «телефон» (яп. 電話 дэнва) и многие другие. Способ образования васэй-канго аналогичен способу образования слова «телефон» Иоганном Филиппом Рейсом из греческих корней τῆλε, «далеко» и φωνή «звук». Японское слово «телефон» (яп. 電話 дэнва) означает «электрический разговор». Основная масса васэй-канго была создана в начале XX века, и сегодня они неотличимы от китайских слов. Многие подобные конструкты были заимствованы в корейский и вьетнамский языки, их включают в категории китаизмов «ханчао» и «ты хан вьет».
Многие васэй-канго означают реалии японского общества. Примеры — даймё (大名), вака (和歌), хайку (俳句), гейша (芸者), тёнин (町人), маття (抹茶), сэнтя (煎茶), васи (和紙), дзюдо (柔道), кэндо (剣道), синто (神道), сёги (将棋), додзё (道場), харакири (腹切).
Другая группа созданных в Японии канго — исконно японские слова, в которых чтение меняется с кунъёми на онъёми. Например, слово «хэндзи» яп. 返事 означает «ответ». Оно появилось из исконно японского слова «каэригото» яп. 返り事, отвечать. «Риппуку» яп. 立腹, злиться, произошло из яп. 腹が立つ «хара га тацу», буквально «живот встаёт». «Сюкка» яп. 出火 «возникновение пожара» основано на яп. 火が出る «хи га дэру»; ниндзя яп. 忍者 — на яп. 忍びの者 «синоби но моно», скрытный человек. В китайском такие сочетания часто бессмысленны или имеют другое значение: даже псевдокитайское слово «гохан» яп. ご飯 или яп. 御飯, вежливый аналог слова «варёный рис», не существует в китайском.
Наконец, небольшая группа слов, которые похожи на канго, являются атэдзи яп. 当て字 — записанными по звучанию. Например, сэва (яп. 世話, услуга, забота, хлопоты) записано иероглифами «общество/мир» (онъёми сэ) и «разговор» (онъёми ва). Само слово исконно японское, происходит от прилагательного сэвасий (занятой). Другие примеры атэдзи — «обременительный» (яп. 面倒 мэндо:, «лицо» + «падать») и «неотёсанный» (яп. 野暮 ябо, «дикий» + «конец дня»).

## Фонетические соответствия между современным китайским и онъёми

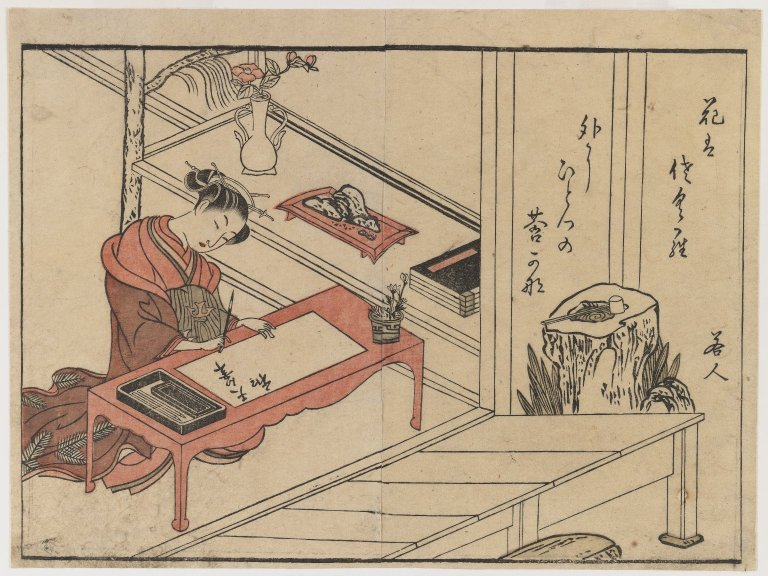
Японцы адаптировали китайскую письменность и лексику под нужды своего языка

На первый взгляд, современные онъёми не похожи на чтение иероглифов в путунхуа. Для этого есть две причины.
1. Большинство канго были заимствованы до IX века, из раннего среднекитайского в старояпонский. Оба языка с тех пор значительно изменились, развиваясь независимо друг от друга. Соответственно, произношение иероглифов тоже менялось.
2. В среднекитайском языке система слогов была гораздо более сложной, чем в японском; там было больше гласных и согласных. Многие сочетания заимствовались с искажениями (так оконечная /ŋ/ превратилась в /u/ или /i/).

Тем не менее соответствия между двумя современными языками довольно регулярные. Японские онные чтения можно рассматривать как регулярно искажённый «слепок» с раннего среднекитайского языка. Это очень важно для сравнительной лингвистики, так как помогает реконструировать среднекитайский язык.

### Соответствия онъёми и чтения современных китайских иероглифов
Если не указано иное, в нижеприведённых материалах знаки в кавычках («h» или «g») — это ханьюй пиньинь для китайского  и система Хэпбёрна для японского. Знаки в квадратных скобках — [ɡ] или [dʒ] — это IPA.
1. Основное изменение фонетики путунхуа произошло в то время, когда китайцы начали контактировать с Западом. В частности, звук, который записывается пиньинем как «g» [k] или «k» [kʰ], если за ним следует «i», «y» или «ü», превратился в «j» [tɕ] или «q» [tɕʰ]. Это явление называется палатализацией. В результате, слово Пекин (北京) изменилось на «бэйцзин» (Běijīng), а Чункин (重慶) — на «чунцин» (Chóngqìng). В японском такого изменения не произошло, поэтому путунхуа ци (氣, «дух, атмосфера, дыхание» соответствует японскому ки. В других родственных китайскому языках это слово всё ещё произносится ки. Например, 氣 в южноминьском произносится как «khì» (в романизации южноминьского языка). Аналогично в латинском языке буква «C» когда-то произносилась как «K», превратилась в «ч», если за ней идут «E» или «I»: centum /kentum/ → cento /tʃento/.
2. В старояпонском не было финали [ŋ], которая очень часто встречается в китайских словах. При прочтении онов он превратился в /i/ или /u/. Дифтонги /au/ и /eu/ превратились в японском в «ō» и «yō»: китайское прочтение слова «Токио» (яп. 東京 то:кё:) — дунцзин; чтение иероглифа 京 изменялось в японском от *kiæŋ → kyau → kyō (в южноминьском 京 читается как kiaⁿ с назализованным дифтонгом). Другой пример — старое название Сеула (яп. 京城 кэйдзё:), которое читается Кёнъсонъ в корейском, где оканчивающиеся на [ŋ] слоги встречаются очень часто.
3. Знаки могут иметь несколько чтений как в японском, так и в китайском. Знак 京 в японском может читаться по ону как «кё:» (го-он), как «кэй» (кан-он) и как «кин» (то-он). Это остатки нескольких волн заимствований, производившихся из разных частей Китая разными японцами, которые владели разными диалектами японского. То есть мало того, что сам иероглиф мог произноситься по-разному в разных частях Китая, кроме того сами заимствующие могли избирать разные произношения для непривычных знаков. Кандзи 京 в китайском имел чтение /kjæŋ/ как в V, так и в VIII веках, однако чужой для японской фонетики звук /æ/ был обозначен как /a/ в одном случае и как /e/ в другом. Кроме того, /ŋ/ был передан как /u/ в первом случае и как /i/ во втором, то есть заимствовавшие сочли его произношение то более близким к губам, то более далёким от них. Ко времени заимствований то-он (X век) произношение в китайском сменилось на /kiŋ/, а к тому времени японский уже обзавёлся финалью «n» /ŋ/; знак, таким образом, был прямо заимствован как «kin».
4. Гласные китайского передавались японцами непоследовательно. Тем не менее китайский дифтонг «ao» часто переходит в японский «ō».
5. Различие между глухими и звонкими согласными ([d]—[t] или [b]—[p]) было утеряно в современном путунхуа и во многих родственных ему языках. Но это различие сохранилось в языке у (呉語, например, шанхайском). Шанхайские звонкие согласные почти идеально соответствуют японскому чтению го-он (呉音): «виноград» (яп. 葡萄 будо:, шанх. «будо», путунхуа «pútáo»).
6. В современном путунхуа все слоги кончаются на гласный или «n», «ng», или иногда «r». В среднекитайском и некоторых современных китайских языках (например, юэском, хакка, миньских), имеются конечнослоговые [p], [t], [k], [m]. Все эти звуки сохранялись в японском (кроме -m, он перешёл в -n). Японская фонетика не разрешает конечнослоговые согласные, кроме -н, поэтому после этих звуков часто добавляли «i» или «u». Односложные среднекитайские слова стали двусложными в японском. К примеру, китайское слово tiě (铁, железо) соответствует японскому тэцу (鉄). В юэском это слово произносится с конечным [t]: /tʰiːt˧/. Другой пример — китайское guó (國, «страна») ← среднекит. /kwək/ → яп. коку.
7. Звук «f» в путунхуа соответствует японским «h» и «b». Раннесредневековый китайский не имел звука /f/, в нём был только /pj/ или /bj/ (в других реконструкциях — /pɥ/ или /bɥ/). В японском до сих пор сохраняется след этого («h» в старояпонском звучал как /p/). К примеру, китайское fó (佛, будда) соответствует японскому буцу (仏); оба они произошли от среднекитайского /bjut/ (← /but/). В современном южноминьском это слово произносится как [but].
8. Кроме того, старояпонский /p/ превратился в современный «х». Заимствованные среднекитайские слова, оканчивающиеся на /p/, претерпели дальнейшие изменения в японском. Например, /dʑip/ «десять» (путунхуа «shí», юэский /sɐp/) в старояпонском звучал как /zipu/. Впоследствии он претерпел изменения: /zipu/ > /zihu/ > /ziu/ > /zjū/ > «дзю:». В некоторых составных словах, прямо заимствованных из китайского, происходили другие изменения, поэтому «jippun» (десять минут) произносится　либо «дзиппун», либо «дзюппун», а не «*jūfun».
9. Более сложные процессы происходили с утраченным зубно-альвеолярным носовым согласным: слово 武 (боевые искусства) произносилось в позднем среднекитайском как «mvu». Японцы заимствовали произношение и как «бу», и как «му» (самурай — 武士, буси; воин — 武者, муся). Этот звук не существует больше в китайском, за исключением южноминьского языка («bú»). В путунхуа иероглиф читается «wǔ» (у̌), /mou˩˧/ в юэском, «vu» в хакка и уском.
10. В путунхуа инициаль «r» обычно соответствует японским «ny» или «ni». Во время заимствования знаки вроде 人 («человек») и 日 (день, солнце), у которых в современном китайском вначале идёт звук «r», начинались с мягкого [ɲ] (нь). В некоторых китайских языках, хакка и уском, эти звуки сохраняются. Путунхуа rìběn (日本, Япония) соответствует японскому Ниппон. Множество чтений иероглифа 人, в частности, «нин» /ɲiɴ/ и «дзин» /d͡ʑiɴ/   также связаны с волнами заимствований; последнее чтение отражает более новое чтение. В уских языках 人 (человек) и 二 (два) всё ещё произносятся «nin» и «ni» В южноминьском, особенно в  Чжанчжоу, 人 — «jîn», что практически идентично японскому онъёми.
11. В среднекитайском иероглиф 五 (пять) произносился с велярного носового согласного «ng» ([ŋ]), а в путунхуа он звучит как «у». В юэском языке и шанхайском диалекте же его произношение — /ŋ̩˩˧/. Японский превратил «ng» в «g»; 五 = «го». В южноминьском 五 = «го», а в диалекте Фучжоу это слово произносится «ngu».
12. В путунхуа имеется слог «ху», а также «хуа» и «хуэй», но в японском это сочетание невозможно, и /h/ просто опускается. Путунхуа «l» превращается в «r». Таким образом, китайское слово huángbò (黄檗) соответствует японскому o:баку, а rúlái — (如来) нёрай.
13. В остальных случаях звук /h/ (от среднекитайского [x] или [ɣ]) часто соответствует японскому «k» или «g». В старояпонском не было велярных фрикативов, в современном языке есть звук [h], который произошёл от старояпонского [ɸ], который, в свою очередь, произошёл от протояпонского */p/.
14. Путунхуа «z» часто соответствует японскому «j». Слово hànzì (漢字) соответствует японскому кандзи, а hànwén (漢文, письменный китайский язык) — камбун, а zuìhòu (最後, последний) — сайго.

## Таблица соответствий
Примечание:
- СК: Среднекитайский язык
- Пиньинь: современная система латинизации путунхуа. Среднекитайские инициали в пиньине изображены разными буквами (например: СК /g/ → пиньинь g,j,k,q).
  - Звонкие взрывные согласные и аффрикаты среднекитайского превратились в придыхательные звуки, если соответствующее слово имело в среднекитайском первый или второй тон, и в непридыхательные в остальных случаях.
  - Раннесредневековые задненёбные обструенты среднекитайского (g,k,h) и альвеолярные сибилянты (z,c,s) превратились в палатальные сибилянты (j,q,x), если за ними шёл гласный переднего ряда или глайд.
- Го-он: го-он (呉音), пришедшие из Северных и Южных династий Китая или из корейского государства Пэкче в V—VI веках. «Го» — это район У Цзяннаня.
- Кан-он: (漢音) пришли в династию Тан, в VII—IX веках.
- То-он: (唐音): дзэнские заимствования в династию Сун (X—XIII и позже).

Инициали:
| Место артикуляции                                                                                          | Место артикуляции | Фонация                | Фонация                   | Фонация                | Фонация                    |
| Место артикуляции                                                                                          | Место артикуляции | Глухие согласные       | Глухие согласные          | Звонкие согласные      | Звонкие согласные          |
| Место артикуляции                                                                                          | Место артикуляции | Непридыхательные       | Придыхательные            | Обструенты             | Сонорные                   |
| --- | ----------------- | ---------------------- | ------------------------- | ---------------------- | -------------------------- |
| Губные (губно-губные · губно-зубные)                                                                       | СК                | 幫・非 [p] · [f]       | 滂・敷 [pʰ] · [fʰ]        | 並・奉 [b̥] · [v̥]       | 明・微 [m] · [ṽ]           |
| Губные (губно-губные · губно-зубные)                                                                       | Пиньинь           | b · f                  | p · f                     | b,p · f                | m · w                      |
| Губные (губно-губные · губно-зубные)                                                                       | Го-он             | [p] → [ɸ] → [h]        | [p] → [ɸ] → [h]           | [b]                    | [m]                        |
| Губные (губно-губные · губно-зубные)                                                                       | Кан-он            | [p] → [ɸ] → [h]        | [p] → [ɸ] → [h]           | [p] → [ɸ] → [h]        | [b] ([m] перед бывшим [ŋ]) |
| корональные взрывные (альвеолярные согласные ретрофлексные согласные)                                      | СК                | 端・知 [t] · [ʈ]       | 透・徹 [tʰ] · [ʈʰ]        | 定・澄 [d̥] · [ɖ̥]       | 泥・娘 [n] · [ɳ]           |
| корональные взрывные (альвеолярные согласные ретрофлексные согласные)                                      | Пиньинь           | d · zh                 | t · ch                    | d,t · zh,ch            | n · n                      |
| корональные взрывные (альвеолярные согласные ретрофлексные согласные)                                      | Го-он             | [t]                    | [t]                       | [d]                    | [n]                        |
| корональные взрывные (альвеолярные согласные ретрофлексные согласные)                                      | Кан-он            | [t]                    | [t]                       | [t]                    | [d] ([n] перед бывшим [ŋ]) |
| Боковые | СК                |                        |                           |                        | 来 [l]                     |
| Боковые | Пиньинь           | l                      |                           |                        |                            |
| Боковые | Го-он             | [ɽ]                    |                           |                        |                            |
| Боковые | Кан-он            | [ɽ]                    |                           |                        |                            |
| корональные сибилянты (альвеолярные согласные палатальные ретрофлексные согласные) (аффрикаты / фрикативы) | СК                | 精・照 [ts] · [tɕ, tʂ] | 清・穿 [tsʰ] · [tɕʰ, tʂʰ] | 従・牀 [d̥z̥] · [d̥ʑ̊, d̥ʐ̊] |                            |
| корональные сибилянты (альвеолярные согласные палатальные ретрофлексные согласные) (аффрикаты / фрикативы) | СК                | 心・審 [s] · [ɕ, ʂ]    |                           | 邪・禅 [z̥] · [ʑ̊, ʐ̊]    |                            |
| корональные сибилянты (альвеолярные согласные палатальные ретрофлексные согласные) (аффрикаты / фрикативы) | Пиньинь           | z,j · zh               | c,q · ch                  | z,j,c,q · zh,ch        |                            |
| корональные сибилянты (альвеолярные согласные палатальные ретрофлексные согласные) (аффрикаты / фрикативы) | Пиньинь           | s,x · sh               |                           | s,x · sh               |                            |
| корональные сибилянты (альвеолярные согласные палатальные ретрофлексные согласные) (аффрикаты / фрикативы) | Го-он             | [s]                    | [s]                       | [z]                    |                            |
| корональные сибилянты (альвеолярные согласные палатальные ретрофлексные согласные) (аффрикаты / фрикативы) | Кан-он            | [s]                    | [s]                       | [s]                    |                            |
| Палатальный носовой согласный                                                                              | СК                |                        |                           |                        | 日 [ɲ]                     |
| Палатальный носовой согласный                                                                              | Пиньинь           | r                      |                           |                        |                            |
| Палатальный носовой согласный                                                                              | Го-он             | [n]                    |                           |                        |                            |
| Палатальный носовой согласный                                                                              | Кан-он            | [z]                    |                           |                        |                            |
| Велярные взрывные                                                                                          | СК                | 見 [k]                 | 渓 [kʰ]                   | 群 [ɡ̊]                 | 疑 [ŋ]                     |
| Велярные взрывные                                                                                          | Пиньинь           | g,j                    | k,q                       | g,j,k,q                | w                          |
| Велярные взрывные                                                                                          | Го-он             | [k]                    | [k]                       | [ɡ]                    | [ɡ]                        |
| Велярные взрывные                                                                                          | Кан-он            | [k]                    | [k]                       | [k]                    | [ɡ]                        |
| Горловые                                                                                                   | СК                | 影 [ʔ]                 |                           |                        | 喩 (—)                     |
| Горловые                                                                                                   | Пиньинь           | (—),y,w                | y,w                       |                        |                            |
| Горловые                                                                                                   | Го-он             | (—) или [j] или [w]    | [j] или [w]               |                        |                            |
| Горловые                                                                                                   | Кан-он            | (—) или [j] или [w]    | [j] или [w]               |                        |                            |
| Велярные фрикативы                                                                                         | СК                | 暁 [x]                 |                           | 匣 [ɣ̊]                 |                            |
| Велярные фрикативы                                                                                         | Пиньинь           | h,x                    | h,x                       |                        |                            |
| Велярные фрикативы                                                                                         | Го-он             | [k]                    | [ɡ] или [w]               |                        |                            |
| Велярные фрикативы                                                                                         | Кан-он            | [k]                    | [k]                       |                        |                            |

Финали:
| СК  | Пиньинь | Го-он                        | Кан-он                                                                        | То-он                        | В некоторых составных словах |
| --- | ------- | ---------------------------- | ----------------------------------------------------------------------------- | ---------------------------- | ---------------------------- |
| /m/ | n       | /mu/ → /ɴ/                   | /mu/ → /ɴ/                                                                    | /mu/ → /ɴ/                   | /ɴ/                          |
| /n/ | n       | /ɴ/                          | /ɴ/                                                                           | /ɴ/                          | /ɴ/                          |
| /ŋ/ | ng      | /u/ → см. ниже               | после гласных переднего ряда, /i/; после гласных заднего ряда, /u/ → см. ниже | /ɴ/                          |                              |
| /p/ | (—)     | /pu/ → /ɸu/ → /u/ → см. ниже | /pu/ → /ɸu/ → /u/ → см. ниже                                                  | /pu/ → /ɸu/ → /u/ → см. ниже | /Q/                          |
| /k/ | (—)     | /ku/                         | после гласной переднего ряда, /ki/; после гласного заднего ряда, /ku/         | ??                           | /Q/                          |
| /t/ | (—)     | /ti/ [tʃi]                   | /tu/ [tsu]                                                                    | ??                           | /Q/                          |

Позднейшие дифтонги:
- /au/,/aɸu/ → /ɔː/ → /oː/
- /eu/,/eɸu/ → /joː/
- /iu/,/iɸu/ → /juː/
- /ou/,/oɸu/ → /oː/
- /uu/,/uɸu/ → /uː/

## Примеры
См. среднекитайский язык, пиньинь, го-он, кан-он.
- Реконструкция среднекитайского приведена по работам Уильяма Бакстера[англ.]. Его фонетическая нотация отличается от Международного фонетического алфавита. Ровный тон не указывается. См. также Этимологический словарь частоупотребительных китайских иероглифов.

| Иероглиф | Значение | Среднекит.                       | Пиньинь            | Го-он             | Кан-он           |
| -------- | -------- | -------------------------------- | ------------------ | ----------------- | ---------------- |
| 一       | один     | ʔjit                             | yī                 | ichi < *iti       | itsu < *itu      |
| 二       | два      | nyijH /ɲij³/                     | èr < */ʐr/ < */ʐi/ | ni                | ji < *zi         |
| 三       | три      | sam                              | sān                | san               | san              |
| 四       | четыре   | sijH /sij³/                      | sì                 | shi < *si         | shi < *si        |
| 五       | пять     | nguX /ŋu²/                       | wǔ                 | go                | go               |
| 六       | шесть    | ljuwk                            | liù                | roku              | riku             |
| 七       | семь     | tshit /tsʰit/                    | qī                 | shichi < *siti    | shitsu < *situ   |
| 八       | восемь   | pɛt                              | bā                 | hachi < *pati     | hatsu < *patu    |
| 九       | девять   | kjuwX /kjuw²/                    | jiǔ                | ku                | kyū < *kiu       |
| 十       | десять   | dzyip /dʑip/                     | shí                | jū < *zipu        | shū < *sipu      |
| 北       | север    | pok                              | běi                | hoku < *poku      | hoku < *poku     |
| 西       | запад    | sej                              | xī                 | ?? sei            | ?? sei           |
| 東       | восток   | tuwng /tuwŋ/                     | dōng               | tsu < *tu         | tō < *tou        |
| 京       | столица  | kjæng /kjæŋ/                     | jīng               | kyō < *kyau       | kei              |
| 人       | человек  | nyin /ɲin/                       | rén                | nin               | jin < *zin       |
| 日       | солнце   | nyit /ɲit/                       | rì                 | nichi < *niti; ni | ?? jitsu < *zitu |
| 本       | основа   | pwonX /pwon²/                    | běn                | ?? hon < *pon     | ?? hon < *pon    |
| 上       | верх     | dzyangX /dʑaŋ²/, dzyangH /dʑaŋ³/ | shàng              | jō < *zyau        | shō < *syau      |
| 下       | низ      | hæX /ɦæ²,ɣæ²/, hæH /ɦæ³,ɣæ³/     | xià                | ge                | ka               |